# 9,10-二硒杂蒽
9,10-二硒杂蒽或硒蒽是一种有机硒化合物，化学式为C12H8Se2。它可由邻苯二基汞和硒反应制得，或由1,2-二碘苯、碳酸铯和硒氰酸钾在催化下反应得到。它和三氯化铝在90 °C、1 Pa下反应，可以得到[Al(C12H8Se2)3][Al2Cl7]3。